# Bunter Kugelspringer

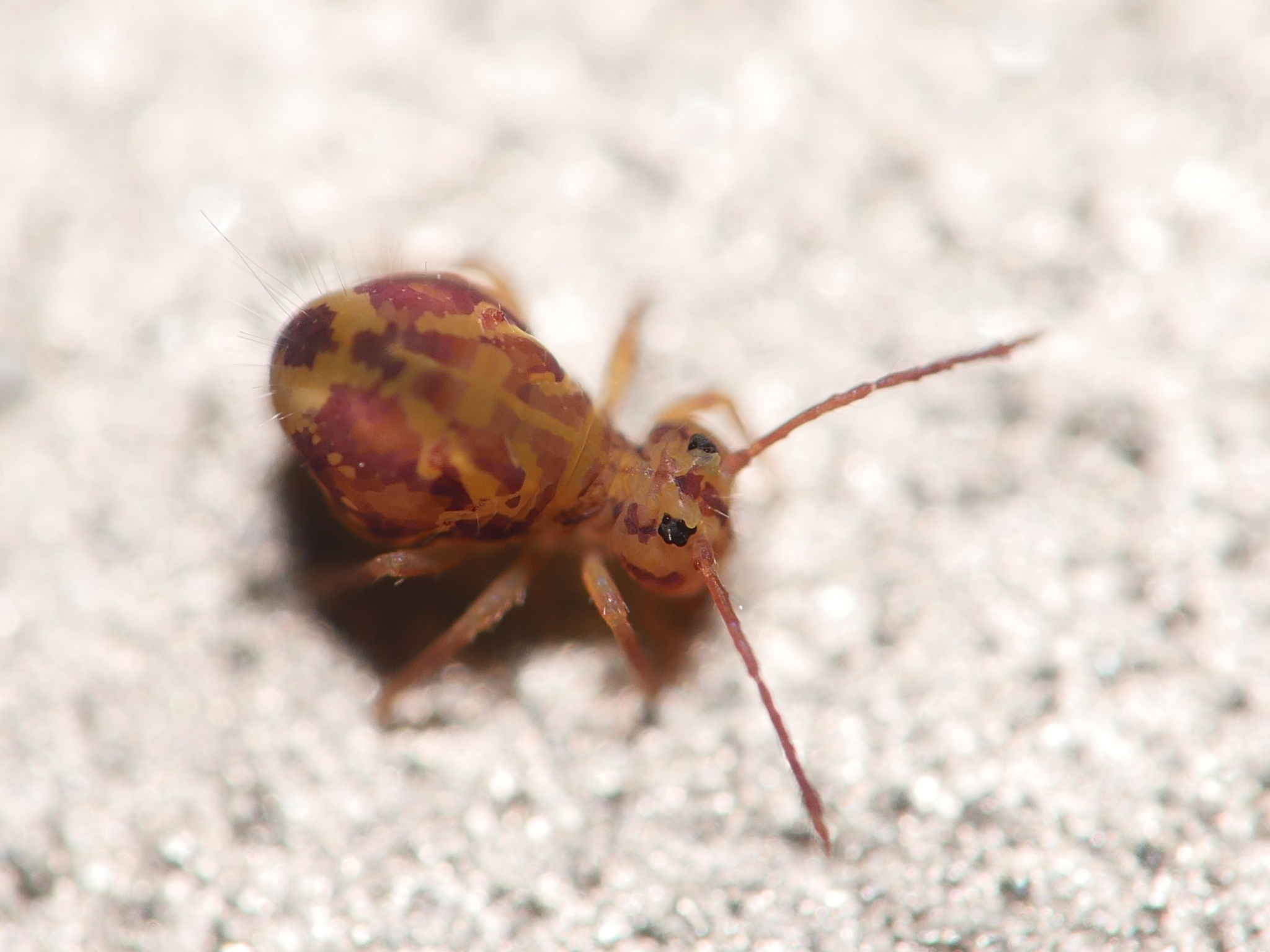

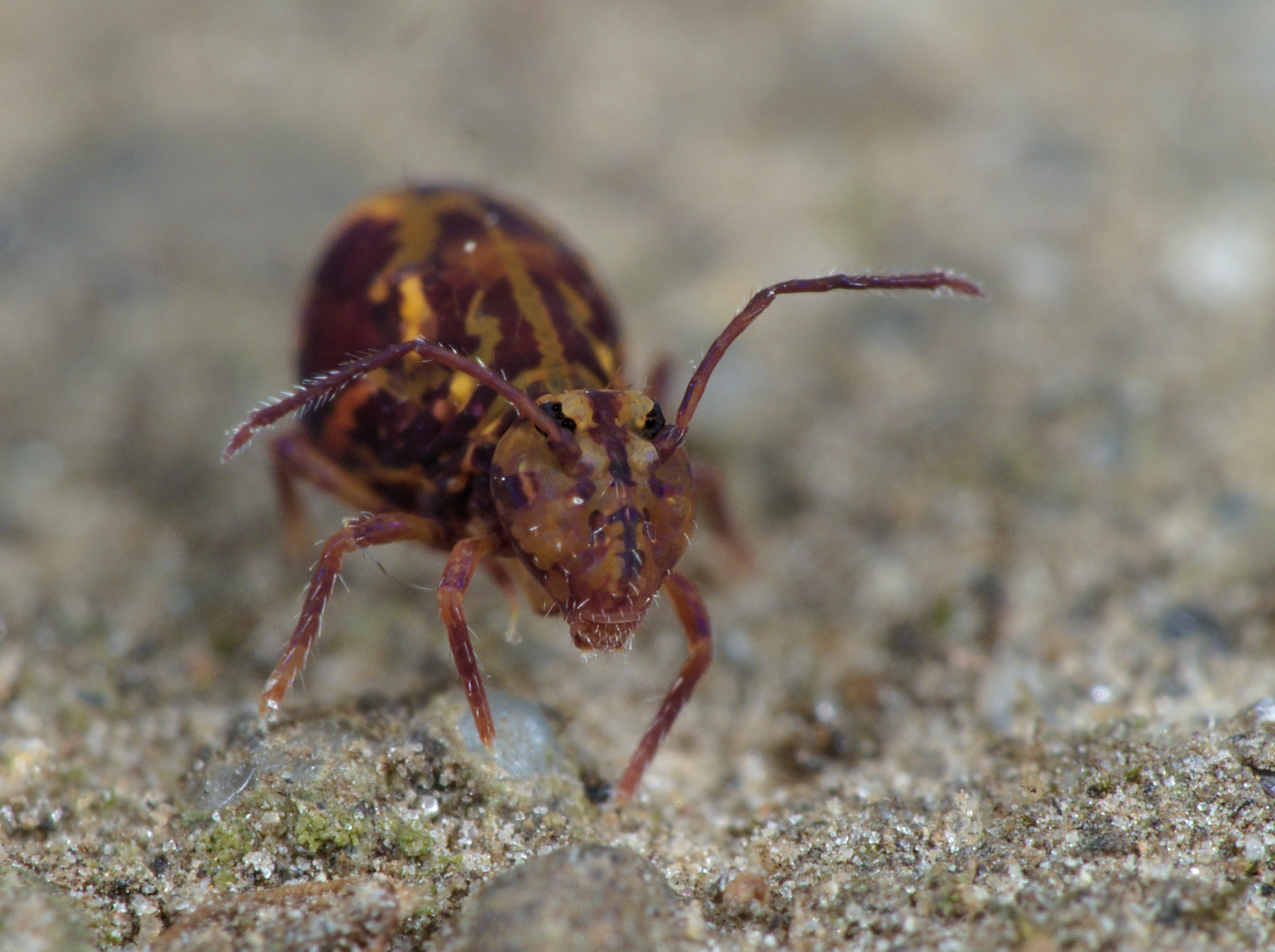
Frontansicht

Der Bunte Kugelspringer (Dicyrtomina ornata) ist eine Art der zum Stamm der Gliederfüßer gehörenden Springschwänze.

## Merkmale
Die Springschwänze sind etwa 1,8 mm lang. Sie sind gelb, orange und dunkel-violett gefärbt und weisen insbesondere am Hinterleibsende abstehende helle Härchen auf. Thorax und Hinterleib sind meist dunkel-violett gefärbt mit einem gelben Strich- und Fleckenmuster sowie einem dunklen Fleck am Hinterleibsende. Die Musterung ist variabel und eine Unterscheidung von ähnlichen Arten wie Dicyrtomina saundersi schwierig.

## Verbreitung
Der Bunte Kugelspringer ist in Europa weit verbreitet.

## Lebensweise
Die Bunten Kugelspringer besiedeln verschiedenste Lebensräume. Man findet sie im Erdreich, unter Steinen oder in der Laub- und Streuschicht feuchter Wälder. Im Winterhalbjahr kann man die Springschwänze an den Stämmen verschiedener Bäume (u. a. Platanen) gemeinsam mit anderen Springschwänzen wie Orchesella cincta beobachten. Dicyrtomina ornata ernährt sich von Detritus, aber auch von Pilzen, Flechten oder Pollen, und gilt daher als wichtiger Humusbildner. Die Tiere besitzen wie alle Springschwänze eine Art Sprunggabel unterhalb ihres Hinterleibsendes. Mit dieser sind sie in der Lage, bei Gefahr weite Sprünge zu vollführen.